# Ion Gabor
Ion Gabor (ur. 19 października 1943 w Gałaczu) – rumuński zapaśnik walczący w stylu klasycznym. Olimpijczyk z Monachium 1972, gdzie zajął piąte miejsce w kategorii do 82 kg.
Wicemistrz Europy w 1972 roku.